# 托雷拉-代伦巴第
托雷拉-代伦巴第（義大利語：Torella dei Lombardi），是意大利阿韦利诺省的一个市镇。总面积26平方公里，人口2245人，人口密度86.3人/平方公里（2009年）。ISTAT代码为064109。